# Torneio de tênis de Belgrado
O torneio de tênis de Belgrado compreende os eventos profissionais de tênis que acontecem ou aconteceram em Belgrado, na Sérvia. Nunca foi combinado no calendário de elite, mas os gêneros aconteceram na mesma temporada, em 2021.
Atualmente, não abriga nenhum evento ATP ou WTA. Os torneios abrigados foram:
- ATP de Belgrado, torneio masculino organizado pela Associação de Tenistas Profissionais, na categoria ATP 250, até 2022;[1]
- WTA de Belgrado, torneio feminino organizado pela Associação de Tênis Feminino, na categoria WTA 250, em 2021;[2]

## Hiperligações interlínguas
Belgrado teve um torneio masculino extra em 2021, chamado de Belgrade Open. No entanto, algumas Wikis não o documentam como página geral de torneio.
| Domínio | ATP de Belgrado             | ATP de Belgrado 2 (2021)    | WTA de Belgrado             |
| ------- | --------------------------- | --------------------------- | --------------------------- |
| en      | contido em Serbia Open      | n/d                         | contido em Serbia Open      |
| es      | Torneo de Belgrado          | Torneo de Belgrado          | Torneo de Belgrado          |
| fr      | Tournoi de tennis de Serbie | Tournoi de tennis de Serbie | Tournoi de tennis de Serbie |
| de      | ATP Belgrad                 | ATP Belgrad                 | WTA Belgrad                 |
| it      | contido em Serbia Open      | n/d                         | contido em Serbia Open      |